# بن يوسف بن خدة

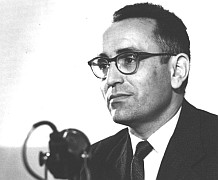
بن يوسف بن خده ناشط وسياسي جزائري

بن يوسف بن خدة 23 فبراير 1920 البرواقية 4 فبراير 2003 الجزائر العاصمة، كان سياسيا ورئيسا للحكومة المؤقتة، ولد في مدينة البرواقية بولاية المدية، بعد أن أتم دراسته الابتدائية، انتقل إلى البليدة ومنها إلى العاصمة ليكمل دراسته الجامعية، تحصل على درجة الدكتوراه في الصيدلة.

## نشاطه السياسي قبل الثورة
كان بن يوسف بن خدة على اتصال دائم بمناضلي نجم شمال إفريقيا فرع البليدة ومن متتبعي لجريدة الأمة لسان حال نجم شمال أفريقيا، وفي عام 1943 ألقي عليه القبض بتهمة الدعاية ضد التجنيد وبعد 8 أشهر أطلق سراحه، ليجنّد إجباريا في الجيش الفرنسي.
في سنة 1946 عمل ضمن لجنة تحرير جريدة الأمة الجزائرية. شارك في مؤتمر حركة انتصار الحريات الديمقراطية ما بين 15 و 16 فيفري 1947، حيث انتخب عضواً في اللجنة المركزية لحركة الانتصار للحريات الديمقراطية ثم أمينا عاما خلفا للسيد حسين لحول .

## نشاطه أثناء الثورة
اعتقل من قبل السلطات الفرنسية على إثر اندلاع الثورة ولم يطلق سراحه إلا في أفريل 1955 لينضم بعدها إلى الثورة ويلتحق بعبان رمضان.
بعد مؤتمر الصومام عُيّن عضوا أساسيا في المجلس الوطني للثورة الجزائرية وفي لجنة التنسيق والتنفيذ، على إثر اعتقال الشهيد العربي بن مهيدي في فبراير 1957 غادر بن يوسف بن خدة الجزائر متوجها إلى تونس رفقة كريم بلقاسم ، و منها إلى القاهرة أُبعد بن خدة من عضوية لجنة التنسيق والتنفيذ رفقة سعد دحلب إلاّ أنه احتفظ بعضويته في المجلس الوطني للثورة الجزائرية، ولم يتوقف نشاطه عند هذا بل كان يقوم بعدة مهام من بينها ترؤّسه لوفد جبهة التحرير الوطني إلى كل من بلغراد ولندن في إطار التعريف بالقضية الجزائرية في المحافل الدولية، عُيّن وزيرا للشؤون الاجتماعية في الحكومة المؤقتة للجمهورية الجزائرية شهر سبتمبر 1958. وفي 28 أوت 1961 عُيّن رئيسا للحكومة المؤقتة خلفا لفرحات عباس.

## وفاته
انسحب بن خدة من الحياة السياسية في سبتمبر 1962 ليتفرغ بعدها لمهنته كصيدلي إلى أن توفي يوم 04 فيفري 2003.